# مگها آکاش
مگها آکاش (به انگلیسی: Megha Akash) (زادۀ ۲۶ اکتبر ۱۹۹۵) بازیگر هندی است که به طور عمده در فیلم های تامیل و تلوگو بازی می کند. او اولین بازی خود را در فیلم تلوگو دروغ انجام داد. مگها اولین حضور خود در فیلم تامیل را با فیلم اوباش و در فیلم هندی را با ماهواره شانکار آغاز کرد، هر دو فیلم تولید سال ۲۰۱۹ بودند.

## دوران ابتدایی زندگی
مگها در روز ۲۶ اکتبر ۱۹۹۵، در مدرس (چنای کنونی)، تامیل نادو، با پدری از تلوگو و مادری از مردم مالایالی زاده شد.

## فیلم‌شناسی
| سال  | نام فیلم                           | نقش      | زبان        | نکات                               | مرجع.  |
| ---- | ---------------------------------- | -------- | ----------- | ---------------------------------- | ------ |
| ۲۰۱۷ | دروغ                               | چایترا   | تلوگو       | اولین فیلم بازیگری او              | [ ۳ ]  |
| ۲۰۱۸ | چال موهان رانگا                    | مگها     | تلوگو       |                                    | [ ۴ ]  |
| ۲۰۱۹ | اوباش                              | آنو      | تامیل       | بازی در اولین فیلم تامیل           | [ ۵ ]  |
| ۲۰۱۹ | اگه برگردم، مثل یک سلطان بر می‌گردم | مایا     | تامیل       |                                    | [ ۶ ]  |
| ۲۰۱۹ | بومرنگ                             | گیگی     | تامیل       |                                    | [ ۷ ]  |
| ۲۰۱۹ | ماهواره شانکار                     | پرامیلا  | هندی        | بازی در اولین فیلم هندی            | [ ۸ ]  |
| ۲۰۱۹ | گلوله‌ای به نام من                  | لیکا     | تامیل       |                                    | [ ۹ ]  |
| ۲۰۲۰ | داستان تک صفحه ای                  | میرا     | تامیل       |                                    | [ ۱۰ ] |
| ۲۰۲۱ | داستان کوتاه                       | پریتی    | تامیل       |                                    | [ ۱۱ ] |
| ۲۰۲۱ | رادهه                              | نیکیشا   | هندی        |                                    | [ ۱۲ ] |
| ۲۰۲۱ | راجا راجا چورا                     | سنجانا   | تلوگو       |                                    | [ ۱۳ ] |
| ۲۰۲۱ | مگهای عزیز                         | مگها     | تلوگو       |                                    | [ ۱۴ ] |
| ۲۰۲۲ | فصل زمستان رو یادت میاد؟           | دیوی‌یا   | تلوگو       | حضور ویژه                          | [ ۱۵ ] |
| ۲۰۲۳ | پریمادیسام                         | آدیا     | تلوگو       |                                    | [ ۱۶ ] |
| ۲۰۲۳ | شانکار مجرد و موبایل سیمران        | سیمران   | تامیل       |                                    | [ ۱۷ ] |
| ۲۰۲۳ | راواناسورا                         | هریکا    | تلوگو       |                                    | [ ۱۸ ] |
| ۲۰۲۳ | بو                                 | مالاویکا | تامیل/تلوگو | در پلت‌فرم جیوسینما به نمایش درآمد. | [ ۱۹ ] |
| ۲۰۲۳ | مانو چاریترا                       | جنیفر    | تلوگو       |                                    | [ ۲۰ ] |